# Jessi Combs
Jessica Combs (27 de julio de 1980 - 27 de agosto de 2019) fue una corredora profesional estadounidense, conocida como personalidad de la televisión, e inicialmente dedicada a la construcción de bastidores metálicos de automoción. Estableció un récord de velocidad en tierra para mujeres (clase de cuatro ruedas) en 2013 y batió su propio récord en 2016. Era conocida como "la mujer más rápida sobre cuatro ruedas"
Fue coanfitriona del programa de televisión del canal Spike TV Xtreme 4x4 durante más de 90 episodios entre 2005 y 2009. Otros programas de televisión en los que apareció incluyeron Overhaulin', Mythbusters, The List: 1001 Car Things To Do Before You Die, All Girls Garage, y en el canal Science en How to Build ... Everything en 2016.
Murió en un accidente sucedido en el sureste de Oregón, mientras intentaba superar su propio récord de velocidad en tierra con un automóvil de propulsión a chorro.

## Biografía
Combs nació en Rockerville, Dakota del Sur, el 27 de julio de 1980, hija de Jamie Combs y Nina Darrington. La familia se mudó a Piedmont, Dakota del Sur, cuando ella tenía dos años. Tenía tres hermanos, Kelly Combs, Austin Darrington, Danielle Theis y dos hermanastros, Rebekah Hall y Arielle Hall. Se graduó de Stevens High School en 1998. Una publicación local en Rapid City informó que la bisabuela de Combs era Nina DeBow, una pianista de jazz que compitió con los automóviles de vapor Stanley Steamers.
En 2004, Combs se graduó en WyoTech, en el programa básico de colisión y acabado, así como en los programas de actualización de automóviles "Street Rod" (vehículos anteriores a 1949) y fabricación personalizada y de trenes motrices de alto rendimiento, obteniendo calificaciones entre los primeros estudiantes de su clase (apareció brevemente como estudiante de WyoTech durante el sexto episodio de la primera temporada del programa Overhaulin). Después de su graduación, obtuvo su primer trabajo profesional después de que el departamento de marketing de WyoTech la contratara junto con otro estudiante para construir un automóvil desde cero en seis meses, para debutar en el programa de la Asociación de Marketing de Equipo Especializado (SEMA).
Murió durante un intento de récord de velocidad en tierra como parte del Proyecto North American Eagle el 27 de agosto de 2019, en el Desierto de Alvord, Oregón.
Las dos carreras de Combs en direcciones opuestas a través del desierto de Alvord en Oregon del 27 de agosto promediaron 531.89 mph (855.99 km/h), rompiendo el récord de velocidad terrestre femenino, que era de 512.71 mph (825.13 km/h), establecido en 1976 por Kitty O'Neil en el mismo lugar, por lo que su intento de récord de velocidad en tierra se envió a Guinness para su verificación.

#### Reconocimientopost mortem
Su equipo fue el encargado de mostrar videos y datos del intento hasta convencer a las autoridades de Guinnes de que ella había logrado el nuevo récord, el que fue finalmente homologado a mediados de 2020. El récord ahora es de 841,338 kilómetros por hora, o 522,783 millas por hora.

## Televisión
Combs presentó el programa de televisión Xtreme 4x4, parte del Powerblock, durante cuatro años. Después de un accidente en el set, Combs anunció en febrero de 2008 que abandonaría el programa.
En 2009 apareció en doce episodios de la séptima temporada de MythBusters mientras Kari Byron estaba de baja por maternidad.
En 2011 grabó con AOL Autoblog Show, The List: 1001 Car Things To Do Before You Die, una galardonada serie de aventuras automovilísticas. Los nuevos episodios de The List han seguido emitiéndose con el coanfitrión de Combs, Patrick McIntyre.
De 2011 a 2014, Combs fue una de las anfitrionas de All Girls Garage en Velocity (ahora red de Motor Trend). La base del programa era la reparación y actualización de automóviles nuevos y clásicos por parte de mujeres.
En 2012 se convirtió en coanfitriona con Chris Jacobs de la sexta temporada del relanzamiento de Overhaulin en los canales Velocity y Discovery.
En 2018 participó en el programa Break Room de Discovery Channel.

## Competiciones
Como piloto profesional, Combs participó en una amplia gama de competiciones de velocidad y consiguió diversos éxitos.
- 2017 – Ultra 4 King of the Hammers - 12° - Clase 4400.
- 2016 – Ultra 4 King of the Hammers - 1° - Clase modificada de EMC.[20]
- 2015 – Rallye Aicha des Gazelles (carrera de rally off-road) - 1° - Primera participación - 10° general.
- 2015 – SCORE Baja 1000 2º - Clase 7.
- 2014 – Ultra 4 King of the Hammers - 1° - Clase de especificación.
- 2014 – Campeonato Nacional Ultra 4 - 1° - Clase de especificación.
- 2014 – Serie Ultra 4 Western Region - 1° - Clase de especificación.
- 2014 – Ultra 4 American Rock Sports Challenge - 3° - Clase de especificación.
- 2014 – Ultra 4 Glen Helen Grand Prix - 2º - Clase de especificación.
- 2014 – Ultra 4 Stampede - 1° - Legends Class.
- 2013 – Estableció el récord de velocidad en tierra para mujeres - 398 mph con una velocidad máxima de 440 mph.
- 2011 – SCORE Baja 1000 – 2º – Clase 10.[21]

El 9 de octubre de 2013, Combs condujo el North American Eagle (NaE) Supersonic Speed Challenger en el desierto de Alvord, reclamando el récord de velocidad en tierra femenino sobre las cuatro ruedas con un recorrido oficial a 398,954 mph (632 km/h) y una velocidad máxima de 440,709 mph (709 km/h). Al hacerlo, batió el récord de velocidad en tierra femenino que databa de hacía 48 años, con una velocidad promedio de 308,506 mph (496,492 km/h) establecido por Lee Breedlove en el Spirit of America - Sonic 1 en 1965. El 7 de septiembre de 2016, Combs estableció una nueva velocidad máxima de 477,59 mph (768,61 km/h) conduciendo el Other American Eagle.
También fue campeona nacional de la Ultra 4 Spec Class 2014 con el Falken Tire. En 2016, ocupó el primer lugar en King of the Hammers con el equipo Savvy Off Road en la clase modificada de EMC y un 12° lugar en 2017 en la clase ilimitada conduciendo el mismo auto Stock Mod.